# Карнейринью
Карнейринью (порт. Carneirinho) — муниципалитет в Бразилии, входит в штат Минас-Жерайс. Составная часть мезорегиона Триангулу-Минейру-и-Алту-Паранаиба. Входит в экономико-статистический микрорегион Фрутал. Население составляет 8248 человек на 2006 год. Занимает площадь 2060,720 км². Плотность населения — 4,0 чел./км².

## История
Город основан 28 апреля 1992 года. 

## Статистика
- Валовой внутренний продукт на 2003 год составляет 82 573 087,00 реалов (данные: Бразильский институт географии и статистики).
- Валовой внутренний продукт на душу населения на 2003 год составляет 9655,41 реалов (данные: Бразильский институт географии и статистики).
- Индекс развития человеческого потенциала на 2000 год составляет 0,763 (данные: Программа развития ООН).